# Nigel FitzRoy Somerset
Nigel FitzRoy Somerset, britanski general, * 1893, † 1990.